# Острів Принца Едварда
Ця стаття про канадську провінцію. Про південноафриканські острови в Індійському океані див. Принц Едвард (острови)
Острів Принца Едварда (англ. Prince Edward Island фр. Île-du-Prince-Édouard, P.E.I.) — однойменні острів і провінція на сході Канади, названі на честь принца Едварда Кентського, батька королеви Вікторії. Центр провінції — місто Шарлоттаун.

## Символи

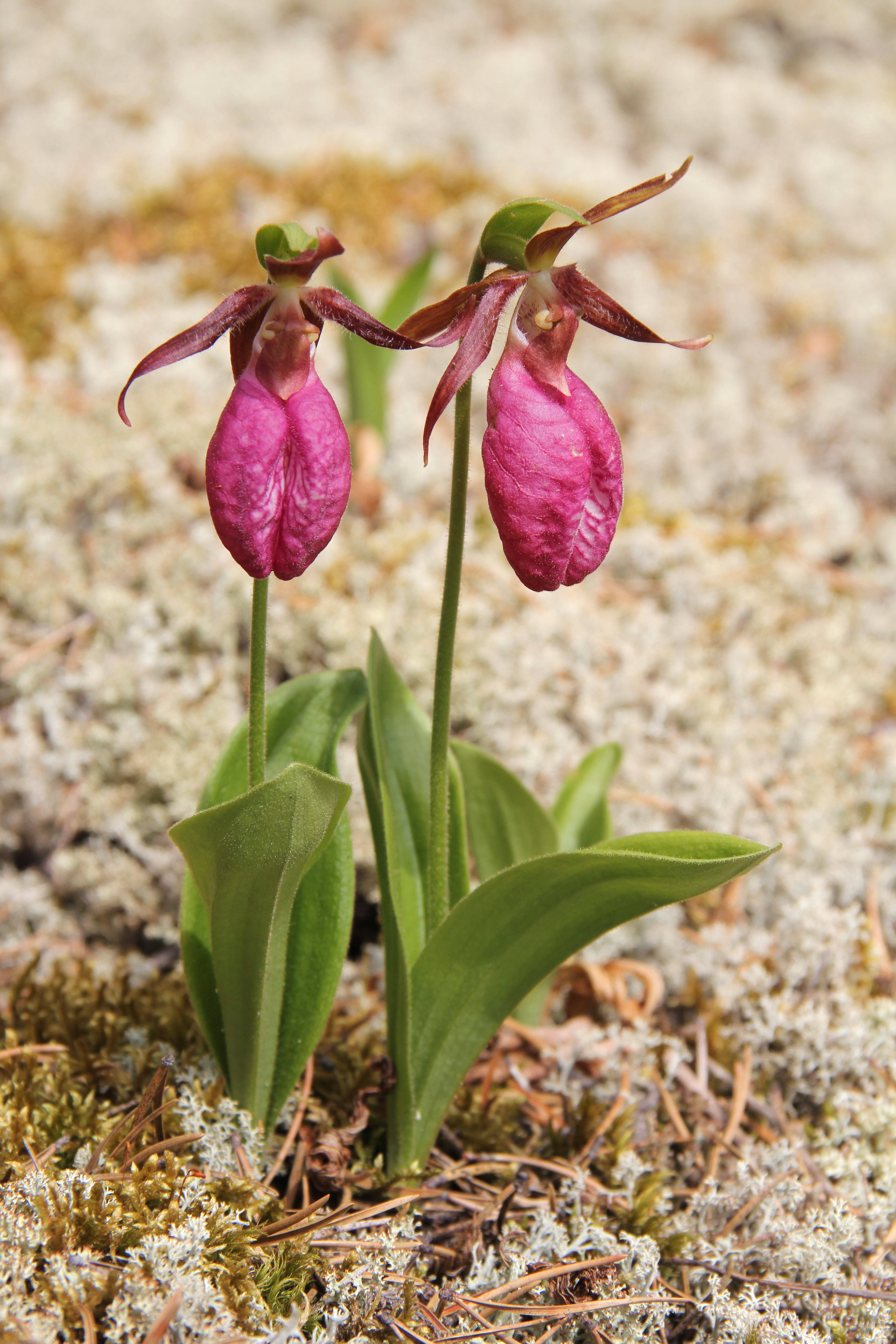
Cypripedium acaule

- Квітка — Cypripedium acaule
- Дерево — дуб червоний (лат. Quercus rubra)
- Птах — сизойка блакитна (лат. Cyanocitta cristata)
- Прапор Острова Принца Едварда

## Історія назви
Першопоселенці-французи назвали острів Сен-Жан (фр. Ile Saint-Jean). Згодом британці занглізували назву, змінивши Сен-Жан на Сент-Джонс (англ. St. John's Island), а в 1798 острів перейменували на Prince Edward Island, щоб не плутати острів з містом Сент-Джон у провінції Нью-Брансвік.

## Історія
Перший зареєстрований візит — французький мореплавець Жак Картьє в 1534 році.
Первісно заселений французами (переважно акадійцями), потім захоплений британцями (1758).
1763 — приєднаний до Нової Шотландії.
1769 — став окремою колонією.
1803 — прибуття шотландських колоністів.
1873 — увійшов до складу Канадської Конфедерації.

## Економіка
Виробництво: сільськогосподарські машини, картопля, молочні продукти, омари (англ. lobsters), устриці.
Відомий Національним парком «Острів Принца Едварда».
Острів відомий Саммерсайдським карнавалом омарів (англ. Summerside Lobster Carnival).

## Культура
Найвідоміша письменниця канадського острова-провінції — Люсі Мод Монтгомері (англ. Lucy Maud Montgomery). Її роман «Енн із Зелених Дахів» (англ. Anne of Green Gables) став класичним твором канадської літератури. Популярність книги та її авторки активно використовує туристична індустрія провінції: екскурсії до будинку письменниці організовують як для читачів книг авторки, так і для колишніх телеглядачів однойменного канадського телесеріалу; у шарлоттаунському концертному залі протягом туристичного сезону щодня для приїжджих грає п'єса «Енн із Зелених Дахів».

## Посилання

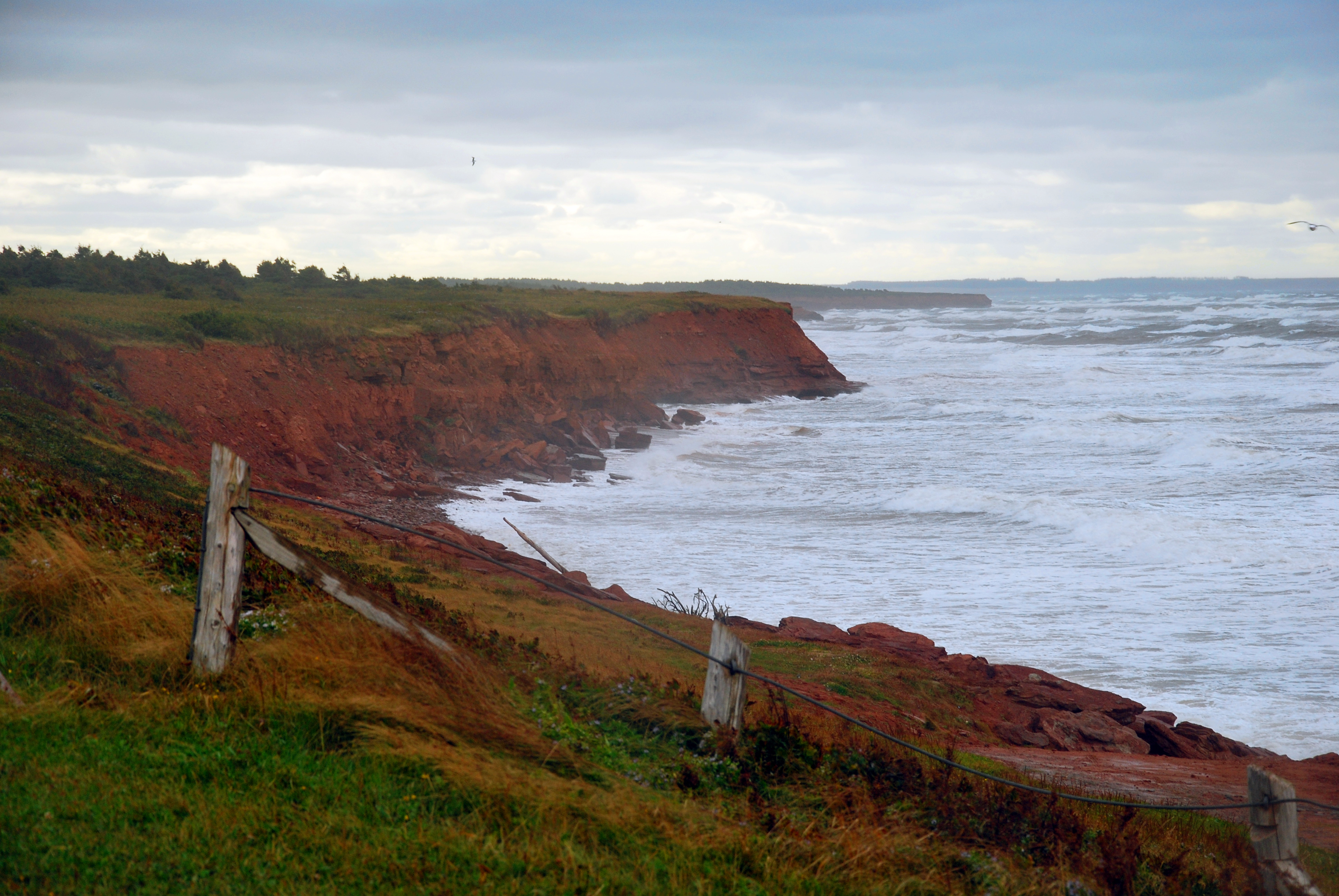
Червоні скелі на Острові Принца Едварда недалеко від містечка Кавендіш